# Невесињско поље
Невесињско поље је крашко поље у Источној Херцеговини, у општини Невесиње. Захвата површину од 180 km², правцем северозапад-југоисток на дужини од 24 километра и ширином од 8,5 километара. Поље се састоји из три мања Лакатско и Мачипоље на западу, Кљунско поље и Крушево поље на истоку и Зовидолско поље на југу. Окружено је планинама Вележ, Снијежница, Глог, Некудина, Мала руда, Орловица и Крушке на надморској висини 820-1110 метара. Дно је изграђено од наслага шљунка, песка, глине, као и од флувијалних и флувиоглацијалних наноса. Невесињским пољем тече једна већа река Заломка, са притокама Зовидолска река, Буковик, Вучине и др. Плавни период траје од новембра до маја.
Највеће насеље у пољу је Невесиње. Осим њега по обода су налазе још тридесетак мањих села и вароши. Становништво се бави пољопривредом, повртарством и воћарством, као и сточарстом. Пољем доминира вегетација шикара, жбунова и ниског дрвећа.